# Delias stresemanni
Delias stresemanni is een vlindersoort uit de familie van de Pieridae (witjes), onderfamilie Pierinae.
Delias stresemanni werd in 1915 beschreven door Rothschild.